# 石巻市立河北中学校
石巻市立河北中学校（いしのまきしりつ かほくちゅうがっこう）は、宮城県石巻市にある公立中学校である。

## 校訓
- 自主、健康、礼儀[1]

## 沿革
- 1981年（昭和56年）4月1日 - 大谷地中学校と二俣中学校を統合して河北町立河北中学校創立
- 2005年（平成17年）4月1日 - 合併により石巻市立河北中学校に改称
- 2011年（平成23年） - 東日本大震災により被災した石巻市立雄勝小学校が河北中学校を間借りして授業再開
- 2013年（平成25年）4月1日 - 石巻市立大川中学校が河北中学校に統合

## 学区
- 石巻市立大谷地小学校、石巻市立二俣小学校学区[3]

## 校木
- 樅の木[1]